# Szécsi Ferenc (író)
Szécsi Ferenc (Dobrica, 1905. május 5. – Budapest, 1945. január 7.) magyar író, nyelvész, művelődéstörténész, Szécsi Pál táncdalénekes édesapja.

## Élete és munkássága

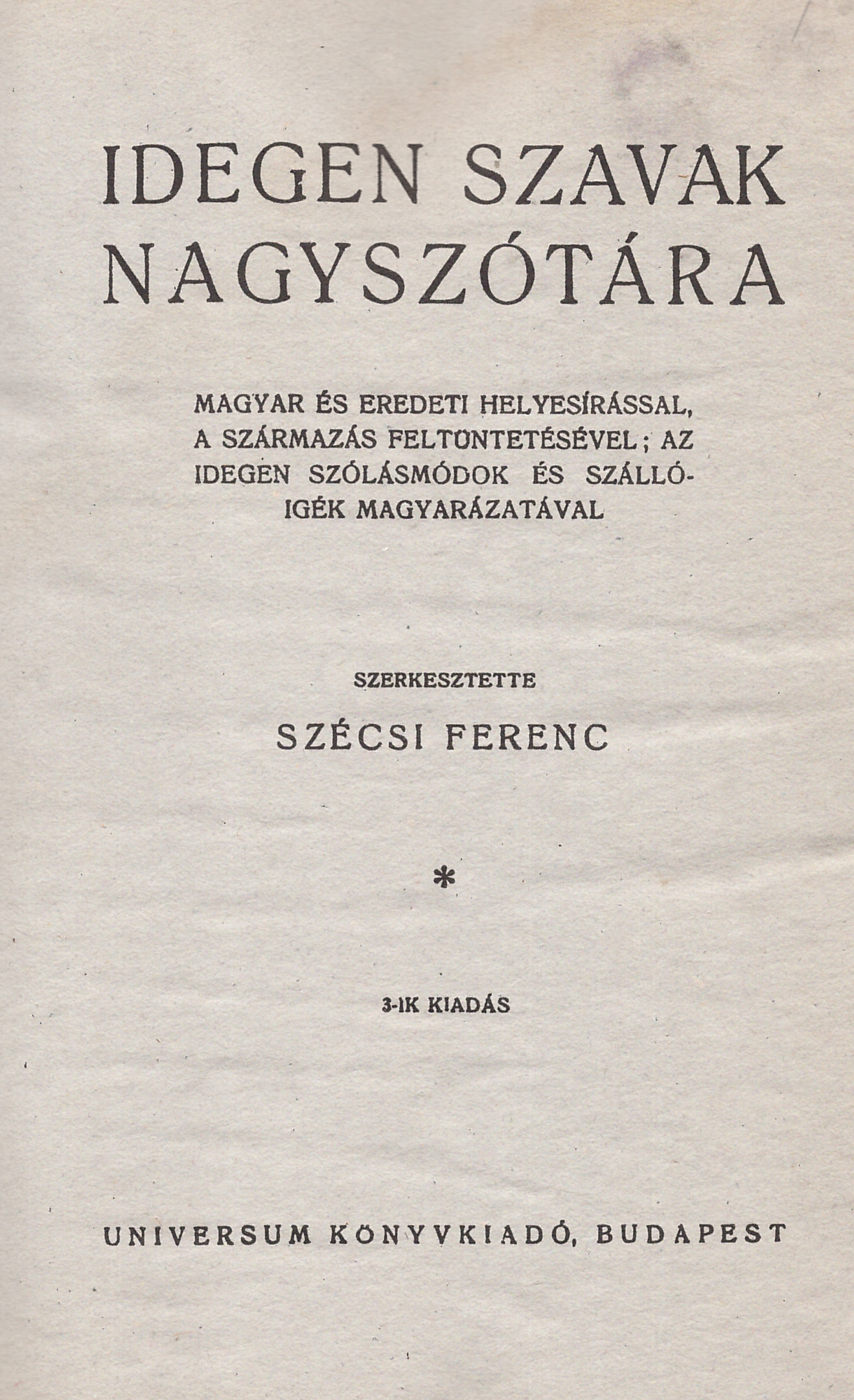
Idegen szavak nagyszótára (1936)

Szécsi Sándor (eredetileg Stern Salamon) orvos és Kentner Jozefin fiaként született. 1937. szeptember 30-án Budapesten házasságot kötött Szemere Klárával (1916. jan. 26.–2004. máj. 28.), Szemere Géza és Kolmann Auguszta Antónia lányával. Gyermekeik Mária (1938), Katalin (1941. feb. 17.–2012. dec. 30.), Pál (1944. márc. 20.–1974. ápr. 30.) táncdalénekes. Halálát a halotti anyakönyv szerint aknasérülés okozta.
Szállóigegyűjteménye Janovics András szerint megbízhatatlanra sikerült, kritikájában számtalan példával alátámasztva Szécsi munkájának hiányosságait. Szécsi Ferenc nyelvmagyarítással is foglalkozott, a Szentesi Napló 1942. október 10-ei száma közöl néhány példát a kétezer újított magyar szót tartalmazó füzetéből: adminisztrál — elügyit, alumínium — pihefém, artista — tarkaművész, bakfis — suttyólány, bár — duhajda, cvikipuszi — csipicsók, drogéria — gyógyosbolt, gardedám — nővigyázó. Új magyar szavak szótára című művét a Magyar Szemle groteszk ötleteivel feltűnést keltő kis füzetként jellemzi és megjegyzi, hogy a nyelv dolgához csak avatott embernek szabad nyúlnia. Márai Sándor a következő kritikával illette: "Szécsi Ferenc első füzetét, az „Uj magyar szavak szótárá“-t csodálkozással elegy idegenkedéssel  olvastam, mert szép példája annak, hogy egy jószándéku ember önzetlenül is mennyit véthet a magyar nyelv ellen, ha erőszakos és  nyakatekert módon, előre feltett szándékkal csüri-csavarja az élet uj fogalmainak fedezésére forgalomba vetett idegen szavakat." A mű több száz idegen eredetű szó helyett ajánl saját maga gyártotta magyar megfelelőt. Nyelvújító tevékenységét több korabeli lap kifigurázta (a Népszava 1941. november 7-ei száma Vizelény a duhajdában címmel közöl egy írást, amely Szécsi szavainak felhasználásával készült), Jemnitz Sándor pedig rámutatott a zenei szakkifejezések Szécsi általi magyarításának pontatlanságaira.

## Művei
- Új magyar szavak szótára, 1926;[8]
- Idegen szavak nagyszótára, 1936;[9]
- Szállóigék. Az irodalomban, sajtóban és köznyelvben használt magyar, latin, görög, német, francia, olasz, angol stb. irodalmi és történelmi mondások gyűjteménye, származásuk és használatuk magyarázataival; Universum, Bp., 1937
- Ami a történelemből kimaradt, 1940;
- Általános műveltség lexikona, 1941;[8]
- 2000 kérdés és felelet[8]
- Hivatalos és köznapi nyelvünk magyartalanságai, 1942;[10]
- Magyar nyelvvédő könyve, 1943.